# Hans-Hinrich Koch
Hans-Hinrich Koch (* 5. Juni 1970 in Göttingen) ist ein deutscher Film- und Fernsehproduzent.

## Karriere
Koch studierte zunächst Betriebswirtschaftslehre in Göttingen, sowie Rechtswissenschaften in Göttingen, Wien und Freiburg. Nach Abschluss des ersten Staatsexamens in Jura folgte das Studium an der Filmakademie Ludwigsburg (Studiengang Produktion) und mittels zweier Förderstipendien der GWFF und VFF ein zweimonatiger Studienaufenthalt in Los Angeles. Im Jahr 2002 erfolgte der Abschluss des Filmstudiums und die Gründung der Produktionsfirma av independents Film & TV GmbH, sowie deren Geschäftsführung. 2010 wechselte er als Produzent zur ndF: neue deutsche Filmgesellschaft mbH. Seit 2016 ist er Geschäftsführer der ndF Berlin.
Sein Spielfilm-Debüt gab er im Jahr 2003/2004 mit dem Event-Spielfilm „Tsunami“. Das Spektrum der weiteren Produktionen reicht vom Eventmovie, der Krimi- und Familienserie („Morden im Norden“, „Eisbär, Affe & Co.“) bis zu Spielfilmen, wie „Vom Atmen unter Wasser“ mit Andrea Sawatzki, der Schostakowitsch-Verfilmung „Dem kühlen Morgen entgegen“ mit Armin Mueller-Stahl oder dem historischen TV-Drama „Die Auserwählten“ mit Ulrich Tukur und Julia Jentsch. Hinzu kommen zahlreiche Dokumentarfilme für die ARD-Reihe JUNGER DOKUMENTARFILM (u. a. „Rey Negro“, „Nachbarn“, „Schwere Geburt“ und „Kauf mich!“).
Als Autor verantwortet er eine ganze Reihe von Serienkonzepten und Drehbüchern. Auch publizierte er verschiedene medienspezifische Fachbeiträge (u. a. für das Adolf-Grimme-Institut, die MFG Filmförderung oder als Sachverständiger bei den Kommissionsberatungen der Baden-Württembergischen Landesfilmkonzeption). Im Jahr 2010 war er Jurymitglied des Deutschen Hörspielpreises.

## Filmpreise
- Nominierung zum Prix Rose d’Or Award 2008 („Dem kühlen Morgen entgegen“) 4th Human Rights Film Festival of Paris
- Spezialpreis der Jury auf dem 4th Human Rights Film Festival of Paris (“Nachbarn”)
- Nominierung zum Baden-Württembergischen Drehbuchpreis („Vom Atmen unter Wasser“)
- Nominierung „Deutscher Kamerapreis“, Kategorie Dokumentarfilm/Dokumentation („Kauf mich!“)
- „Prädikat besonders wertvoll“ der Filmbewertungsstelle Wiesbaden („Vom Atmen unter Wasser“)
- Eröffnungsfilm und deutscher Beitrag, Internationales Dokumentarfilmfestival München 2003 („Rey Negro“)
- Auszeichnung „Dokumentarfilm des Monats“, Filmbewertungsstelle Wiesbaden („Schwere Geburt“)
- Nominierung FIRST STEPS Award 2009 & 2011, Kategorie Dokumentarfilm („Schwere Geburt“ & „Kauf mich!“)
- Nominierung Pirx Europa 2015 - TV Fiction Die Auserwählten
- Gewinner New York Festival 2015 Die Auserwählten
- Gewinner ZOOM lgaulada Festival Die Auserwählten

## Werke
- Wirkungsmechanismen internationaler TV-Serien. In: Uwe Kammann, Jochen Hörisch (Hrsg.): Organisierte Phantasie – Medienwelten im 21. Jahrhundert. Wilhelm Fink Verlag, Paderborn 2014, ISBN 978-3-7705-5699-1.
- Identität und Zuschauernähe – Die Sender brauchen deutsche Serien. Adolf-Grimme-Institut; Festschrift zum 44. Adolf-Grimme-Preis

## Filmografie (Auswahl)
- 2019: Flucht durchs Höllental (Fernsehfilm)
- 2022: Der Feind meines Feindes (Fernsehfilm)
- 2025: Flucht aus Lissabon (Fernsehfilm)